# О’Коннор, Уильям
Уильям Скотт О’Коннор (англ. William Scott O'Connor; 23 мая 1864, Питтсбург, Пенсильвания — 16 января 1939, Манхэттен, Нью-Йорк) — американский фехтовальщик, серебряный призёр летних Олимпийских игр 1904 года. 
На Играх 1904 года в Сент-Луисе О’Коннор участвовал только в соревнованиях на палках. Он занял второе место и выиграл серебряную медаль.